# Tríada mediterránea
Se denomina tríada mediterránea a los tres productos básicos de la agricultura mediterránea: el trigo, la vid y el olivo, que dan los tres productos básicos de la alimentación tradicional de esa zona del mundo: el pan, el vino y el aceite de oliva. 
En el caso del olivo, su distribución marca los límites geográﬁcos del área mediterránea, ya que requiere de la situación climática de esta región. El trigo es el cereal que define el área mediterránea de la misma manera que lo es el arroz en Asia o el maíz en Mesoamérica. 
La agricultura actual del paisaje mediterráneo ha sido notablemente diversificada en beneficio de los cultivos de regadío, de mayor rentabilidad económica. La tríada del aceite, el pan y el vino es la base de la dieta mediterránea desde hace más de cinco mil años.

## Uso culinario
Con la tríada mediterránea, se hace el pan untado con aceite y mistela. Una receta antigua española son las diferentes sopas o «sopitas» de vino que ha habido en todos los rincones de la península ibérica y las islas. Son una manera rústica y ancestral de aprovechar el pan viejo o pan sentado (el que se está endureciendo), que se fríe en aceite de oliva, y se riega con el vino local (el propio de cada lugar), previamente azucarado y calentado. Cuando el pan embebe el vino, se espolvorea con canela y azúcar. Se puede cambiar el vino por mosto, que es zumo de uva ligeramente fermentado. A veces, ni se fríe: se moja el pan en el vino y se le agrega azúcar. Este postre todavía es recordado por las generaciones españolas que vivieron las épocas de escasez. Otro postre sencillo y representativo de la tríada mediterránea son los picatostes con arrope, que es jarabe de mosto. El arrope se diluye en un poco de agua y se lleva a hervir, luego se añaden los picatostes que han sido previamente fritos. Un plato básico y muy común de la cocina de la Antigua Grecia era el acónito, que consistía en pan mojado en aceite y vino. En Italia, particularmente en la Toscana, durante la época de cosecha de la viña es típico elaborar la schiacciata con l'uva, un pan plano y dulce con aceite en la masa, similar a las tortas de aceite de Burgos, pero al cual se le agregan uvas antes de ser horneada.

## En la cultura
Los tres cultivos tienen una importancia en la simbología y mitología de todas las culturas que viven y han vivido en el Mediterráneo. La trilogía mediterránea está inmortalizada por la Biblia en:

Y vendrán con gritos de gozo en lo alto de Sion, y correrán al bien de Jehová, al pan, al vino, al aceite, y al ganado de las ovejas y de las vacas;
Jeremías 31

y en: 

Responderá Jehová, y dirá a su pueblo: He aquí yo os envío pan, mosto y aceite, y seréis saciados de ellos; y nunca más os pondré en oprobio entre las naciones.
Joel 2

También en el refranero español: «aguas por San Juan, quita vino, aceite y pan» o «con pan, aceite y vino, anda uno su camino».
Cada 16 de octubre desde 2017 se entregan en Toledo los Premios Columela, que reconocen el trabajo de los productores de los tres alimentos más representativos del Mediterráneo, el aceite, el pan y el vino.